# Mniothripa argenteopurpurea
Mniothripa argenteopurpurea är en fjärilsart som beskrevs av Fletcher 1917. Mniothripa argenteopurpurea ingår i släktet Mniothripa och familjen trågspinnare. Inga underarter finns listade i Catalogue of Life.